# ابيضاض نقوي حاد مصحوب بنضوج خلوي
يصنف ابيضاض الدم النقوي الأرومي الحاد المصحوب بنضوج خلوي كأحد الأنواع الفرعية لابيضاض الدم النقوي الحاد.
يصيب ابيضاض الدم النقوي الحاد، وهو أحد أنواع السرطان، خلايا الدم التي تتطور في النهاية إلى خلايا دم بيضاء غير لمفاوية. ينشأ المرض على حساب خلايا نقي العظم، وهو الجزء الداخلي الرخو من العظم، حيث تتطور خلايا الدم الجذعية إلى خلايا لمفاوية أو نقوية. يمنع هذا الشكل الحاد من المرض خلايا نقي العظم من النضوج بشكل صحيح، ما يتسبب في تراكم الخلايا الأرومية النقوية غير الناضجة في النقي.
يسبب ابيضاض الدم النقوي الحاد الموت بمقدار أكبر من ابيضاض الدم النقوي المزمن، وهو مرض يؤثر على الخلايا النقوية ولكن بوتيرة مختلفة. تميل العديد من الخلايا الأرومية غير الناضجة في ابيضاض الدم النقوي الحاد إلى فقدان وظيفتها بشكل أكبر، وبالتالي، تكون مقدرتها على أداء وظائفها الطبيعية أقل مقارنةً بالخلايا النقوية الأرومية الأكثر تطورًا المشاهدة في ابيضاض الدم النقوي المزمن «أودونيل وزملائه- 2012». تعني صفة الحاد، في الابيضاض النقوي الحاد، أن الخلايا الأرومية تتزايد بمعدل مرتفع للغاية، بينما تشير كلمة النقوي إلى خلايا الدم البيضاء التي تتأثر بالحالة.
يعد ابيضاض الدم النقوي الحاد سرطان الدم الحاد الأشيع بين الأفراد البالغين. يبلغ معدل البقاء على قيد الحياة لمدة 5 سنوات في هذا النوع من السرطان نحو 26%، وذلك وفقًا لمعلومات جمعية السرطان الأمريكية في عام 2016.
يشير ابيضاض الدم النقوي الأرومي الحاد المصحوب بنضوج خلوي م2 إلى نوع فرعي من ابيضاض الدم النقوي الحاد، ويتميز عن غيره بمراحل نضوج الخلايا النقوية فيه وبموقع جين ابيضاض الدم النقوي الحاد 1. تتمثل إحدى السمات المميزة لسرطان الدم النقوي الحاد من النوع م2 في تكوين البروتين الاندماجي، AML1-ETO أو RUNX1-RUNX1T1، بسبب تبادل موقع الكروموسوم 8 مع الكروموسوم 21، أو الإزفاء (8؛21)، وفقًا لدراسة ميوشي وزملائه عام 1991 وأندريو وزملائه عام 1996. يشاهد هذا الشذوذ الخلوي في 90% من الحالات في سرطان الدم النقوي الحاد م2، بينما يشاهد في 10% من الحالات في ابيضاض الدم النقوي الحاد م1 وم4، وذلك وفقًا للمجموعة الفرنسية لأمراض الدم الخلوية 1990.
يرتبط بالنوع م2 تبادل مواقع كرموسومي آخر بين المنطقة 23 من الذراع القصيرة للكروموسوم 6 (6p23) والمنطقة 9 4من الذراع الطويلة للكروموسوم 9 (9q34). يسبب الإزفاء (6؛ 9) في تكوين الجين الورمي الاندماجي المصنوع من ديك (6p23) وكان/ نب 214(9q34). يرتبط هذا الشذوذ بإنذار أسوأ مقارنة بالإزفاء (8؛ 21)، بسبب حمل مرضى الإزفاء (6؛ 9) طفرة FLT3-ITD، وذلك وفقًا لدراسة شوارتز وزملائه عام 1983 وكوتاريديس 2001. تعتبر طفرة FLT-ITD أحد أكثر الطفرات المميتة في ابيضاض الدم النقوي الحاد وفقًا لتشي وزملائه عام 2008.
يشكل ابيضاض الدم النقوي الأرومي الحاد م2 المصحوب بنضوج خلوي، وفقًا لنظام التصنيف الفرنسي- الأمريكي- البريطاني (نظام فاب)، 25% من حالات ابيضاض الدم النقوي الحاد لدى البالغين.

## العلاجات
بشكل عام، يعالج ابيضاض الدم النقوي الحاد باستخدام علاج كيميائي يتكون من طورين: طور التحريض وطور التكثيف «دونر وزملائه- 2009». قد يؤهل بعض المرضى أيضًا لزرع الخلايا الجذعية المكونة للدم، باعتبارها طريقة ثانية لمعالجة هذا النوع من السرطان. تدرس أحدث الأبحاث دور مثبطات كيناز التيروسين في علاج هذه الحالة. ومع ذلك، تتضمن أبحاث علاج سرطان الدم النقوي الحاد م2 استخدام جزيئات تثبط البروتين الورمي الاندماجي AML1-ETO. ولذلك، يستهدف العلاج، في حالات ابيضاض الدم النقوي الحاد م2، بروتين AML1-ETO الاندماجي الشاذ. وبناءً على نفس المبدأ، يشبه ابيضاض الدم النقوي المزمن ابيضاض الدم النقوي الحاد م2؛ فهو يعتمد على البروتين الورمي الاندماجي BCR-Abl. يؤدي مثبط كيناز التيروسين المطوَّر، ميسيلات الإيماتينب، إلى توقف تطور السرطان لدى غالبية مرضى ابيضاض الدم النقوي المزمن. يكون بروتين BCR-Abl الاندماجي فعالًا بشكل مستمر نتيجة التبادل الكروموسومي؛ لذلك فهو يفرط في فسفرة كيناز التيروسين. يعمل ميسيلات الإيماتينب على كبح فعالية BCR-Abl، عن طريق حصر مجال الكيناز النشط وفقًا لفافا وزملائه عام 2011.
يستخلص مركب السيلاسترول من نبتة تريبتريجيوم ويلفوردي (أو كرمة إله الرعد)، ويتميز بامتلاكه خصائص مضادة للسرطان. وجد الباحثون أنه يمنع تكاثر الخلايا عبر تنظيمه بروتين AML1-ETO الورمي الاندماجي بالإنقاص. يكبح السيلاسترول البروتين الورمي الاندماجي عبر تحريضه اختلال توازن الميتوكوندريا وتحفيزه لإنزيمات الكاسبيز. يؤدي انخفاض AML1-ETO أيضًا إلى انخفاض مستويات كينازات سي-كيت وكيناز البروتين ب وستات 3 والكينازات منتظمة الإشارة خارج الخلوية 1و 2، وجميعها تساهم في الإشارات الخلوية ونسخ الجينات.
تكون مثبطات إزالة أستلة الهيستون، كحمض الفالبرويك والفورينوستات والتريتينوين، فعالة في استهداف ابيضاض الدم النقوي الحاد المصحوب ببروتين AML1-ETO الاندماجي. تعرف مثبطات إزالة أستلة الهيستون بتحفيزها للاستماتة الخلوية نتيجة تراكم أذيات الحمض النووي الريبوزي منقوص الأكسجين (الدنا) وتثبيط عمليات ترميمه وتفعيل إنزيمات الكاسبيز. تكون هذه المثبطات حساسة جدًا لبروتينات الاندماج. أثبتت الدراسات مساهمة الفورينوستات في إحداث تراكم أكبر لتلف الدنا في الخلايا التي تعبر عن البروتين الاندماجي، وارتباطه بشكل مباشر بتقليل إنزيمات ترميم الدنا، وذلك وفقًا لغارسيا وزملائه عام 2008. أظهر الروميدبسين، وهو دواء في المرحلة الثانية من التجارب السريرية، فعالية أعلى لدى المرضى الذين يعانون من ابيضاض الدم الحاملين لبروتين AML1-ETO الاندماجي وفقًا لأودينيك وزملائه عام 2008. أثبتت العديد من التقييمات السريرية تأثير مثبطات إزالة أستلة الهيستون الواعد على ابيضاض الدم النقوي الحاد م2، ولكن لم يصرح باستخدامها كعلاج رسمي بعد.
في ابيضاض الدم النقوي الحاد المرتبط بالإزفاء (6؛ 9)، يشكل كل من الطفرة FLT3-ITD والبروتين ديك/ نب 214 أهدافًا محتملة للعلاج. يستخدم السورافينيب، مثبط للكيناز، كعلاج لسرطان الكلى والكبد. وفقًا لكيندلر وزملائه عام 2010، يعمل مثبط الكيناز هذا على تثبيط راف -1، وهو كيناز بروتين السيرين/ ثريونين، بالإضافة إلى طفرة FLT-ITD. أثبتت الدارسات فعالية العقار في الحد من الإفراط في التعبير عن طفرة FLT3-ITD، وذلك وفقًا لميتزلدر وزملائه عام 2009. في المرضى الحاملين لبروتين ديك/ نب 214، لاحظ الباحثون مساهمة هذا البروتين الورمي الاندماجي في تنظيم المعقد الأول من هدف الثدييات من الراباميسين بالزيادة «ساندن وزملائه- 2013». وبالتالي، قد تكون مثبطات هذا المعقد علاج محتمل في هذه الفئة من المرضى.